# 共和国参议院 (意大利)
共和国参议院（義大利語：Senato della Repubblica），为意大利國会的上议院。现行的意大利参议院成立于1948年5月8日，前身可追溯到意大利王国时期的王國參議院（Senato del Regno）。意大利参议院位于罗马市的夫人宫。年满40岁的公民才有资格参选参议员。

## 改革
2018年大選起，各37%的席位將由領先者當選（first-past-the-post）的機制產生，剩下63%的席位則採用比例代表制選出、加上最大餘額法分配（proportional largest remainder method），不過只有得票率超過3%的政黨、或是得票率超過10%的政黨聯盟可以參與席位分配。
議會機構曾多次巨大變革
- 1948-1994年實行比例代表制
  - 開放名單加上頓特法

- 1994年實行單一選區兩票制（變體並立制）

- 2006年，又改回名單比例代表制（開放名單），各大區取得最多選票的第一大政黨聯盟，可自動獲取54%席次（340席）。
  - 開放名單加上頓特法

為改革参议院的構成改善義大利行政問題，於2016年曾試圖以修憲公投將該院席次減至100席
- 不由人民直選產生，95席任期5年的議員由地方議會選出，5名任期7年的議員由總統指派。
- 這項改革因為可能會讓政府擁有過多權力，60%多數反對而不獲通過。

由於與眾議院選法分歧，2018年又改為單一選區兩票制的變體。
- 116名参議員由單一選區制選出。
- 193名参議員由比例代表制封閉式名單及最大餘額法黑爾數額選出，這些選票為單一選區候選人政黨得票的總和。
  - 候選人可以角逐多個名單，如馬泰奧·薩爾維尼參選五個名單。
- 6名参議員由住在外國的義大利人選出。

2020年修憲公投通過後，參議員人數從315名減少到200名。

### 席位分配
200名參議員，居住在國外的義大利僑民選出4名，其餘196名參議員則依各大區人口比例分配，任何大區的參議員數不得少於3名，除瓦萊達奧斯塔大區1名和莫利塞大區2名。
| 區域             | 席位 | 區域                    | 席位 | 區域              | 席位 |
| ---------------- | ---- | ----------------------- | ---- | ----------------- | ---- |
| 阿布魯佐         | 4    | 弗留利-威尼斯朱利亚大区 | 4    | 薩丁尼亞          | 5    |
| 瓦萊達奧斯塔大區 | 1    | 拉齊奧                  | 18   | 西西里            | 16   |
| 普利亞           | 13   | 利古里亞                | 5    | 特伦蒂诺-上阿迪杰 | 6    |
| 巴西利卡塔       | 3    | 倫巴底                  | 31   | 托斯卡納          | 12   |
| 卡拉布里亞       | 6    | 马尔凯                  | 5    | 翁布里亞          | 3    |
| 坎帕尼亚大区     | 18   | 莫利塞                  | 2    | 威內托            | 16   |
| 艾米利亚-罗马涅  | 14   | 皮埃蒙特                | 14   | 海外選區          | 4    |

#### 2020年前
315名參議員根據人口按比例分配到每個大區。《義大利憲法》第57條規定，除了奧斯塔山谷（一名）和莫利塞（兩名）之外，任何大區都不能少於七名。
| 區域             | 席位 | 區域                    | 席位 | 區域              | 席位 |
| ---------------- | ---- | ----------------------- | ---- | ----------------- | ---- |
| 阿布魯佐         | 7    | 弗留利-威尼斯朱利亚大区 | 7    | 薩丁尼亞          | 8    |
| 瓦萊達奧斯塔大區 | 1    | 拉齊奧                  | 28   | 西西里            | 25   |
| 普利亞           | 20   | 利古里亞                | 8    | 特伦蒂诺-上阿迪杰 | 7    |
| 巴西利卡塔       | 7    | 倫巴底                  | 49   | 托斯卡納          | 18   |
| 卡拉布里亞       | 10   | 马尔凯                  | 8    | 翁布里亞          | 7    |
| 坎帕尼亚大区     | 29   | 莫利塞                  | 2    | 威內托            | 24   |
| 艾米利亚-罗马涅  | 22   | 皮埃蒙特                | 22   | 海外選區          | 6    |

### 終身參議員
義大利前總統為當然終身參議員，以及最多五名由義大利總統任命的終身參議員。